# 玉虫沼
玉虫沼（たまむしぬま）は、山形県東村山郡山辺町玉虫にあるため池である。
2010年（平成22年）3月25日に農林水産省のため池百選に選定された。

## 概要

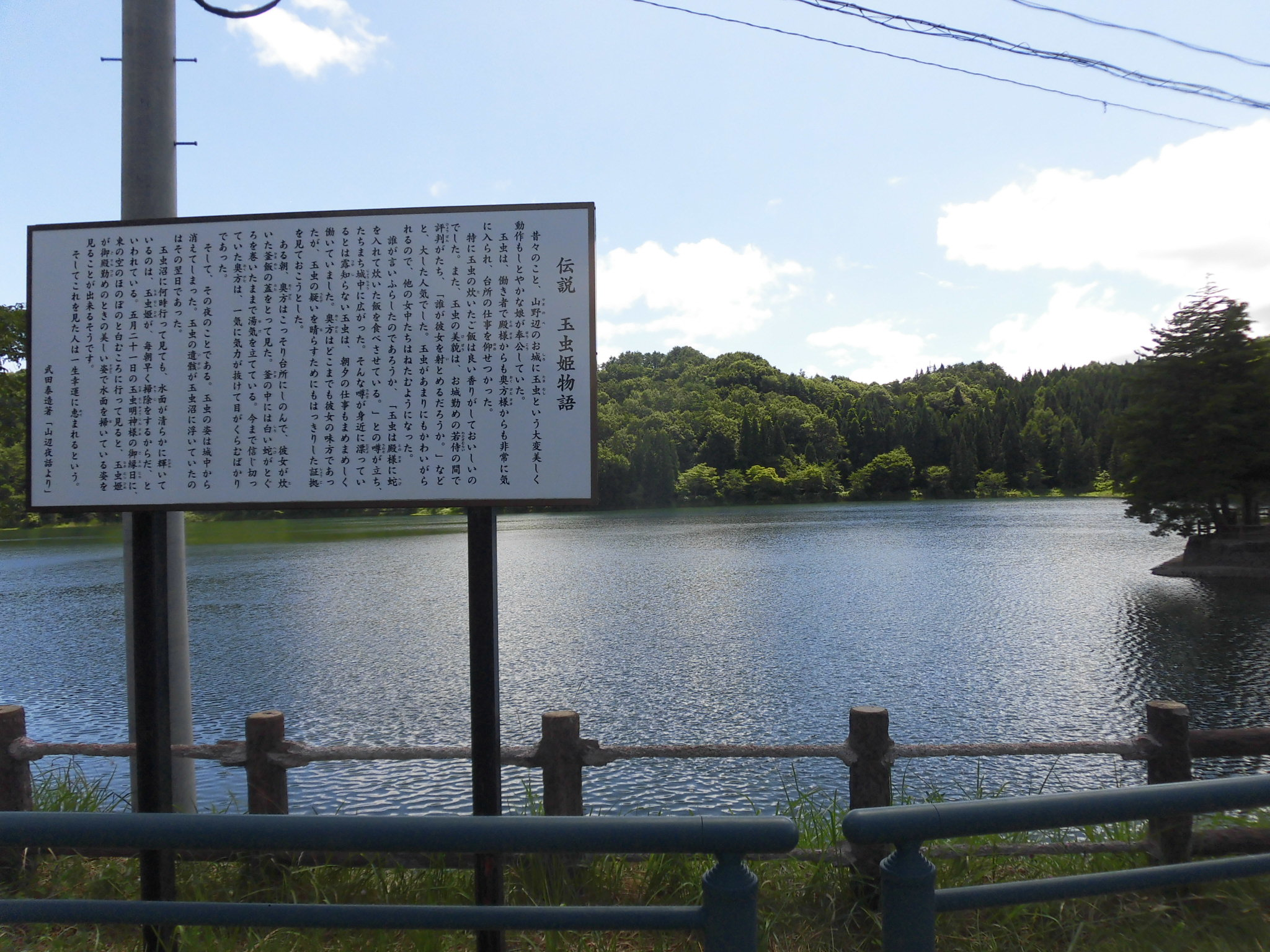
玉虫沼と玉虫姫物語

応永年間1394年～1427年につくられた、山形県内最古のため池であり現在も120haの灌漑用水として使用されている。
岬には笠松の名がつけられた樹齢300年以上のアカマツがあり、沼のシンボルとなっていると共に、玉虫姫を祀る玉虫大明神がある。（玉虫の民話参照。）
釣りのスポットとしても知られており周辺には≪山辺町玉虫沼農村公園「かほりの広場」≫として、ラベンダー、オオヤマザクラが植えられ、また、せせらぎ公園などのレクリエーション施設が整備されている。また、ニッコウキスゲ、ヒメサユリやスイレン等の自生地であり、池にはメダカも生息・生育している。

## アクセス

### 道路
- 国道287号
- 山形県道18号山形朝日線
- 山形県道49号山形山辺線

### 路線バス
- 左沢線羽前山辺駅下車